# Pablo Saile
Pablo Saile (ur. 7 sierpnia 1976 roku w Buenos Aires) – argentyński aktor, znany w Polsce jako Ezequiel Pereyra w telenoweli Kachorra to ja.
Uczył się aktorstwa pod kierunkiem Adriana Sorrentino w Mendoza i Santiago Dorii w Teatro Metropolitan w Neptuno. Debiutował na małym ekranie rolą młodszego brata głównej bohaterki w telenoweli Telefe Słoneczniki dla Lucii (Girasoles para Lucía, 1999). Wystąpił w teledyskach - Amor de locos (Chile Latin Music), Sacúdelo (Latin Music- Perú) i Humphrey (Sony-Francja) oraz reklamach: Wragner w Chile, McDonald’s w Peru, Pringles w Kolumbii, Tommy Hilfiger w Wenezueli i Continental w Meksyku.

## Filmografia

### telenowele
- 2005: Decyzje (Decisiones)
- 2002: Kachorra to ja (Kachorra) jako Ezequiel Pereyra
- 2001: Confianza ciega jako Seductive
- 1999: Słoneczniki dla Lucii (Girasoles para Lucía) jako Enzo Trevi